# Ty Segall
Ty Garrett Segall (Laguna Beach, 8 de junho de 1987) é um músico e compositor norte-americano. Ele é bastante conhecido por sua carreira solo, da qual ele já lançou dez álbuns de estúdio, vários EP's, singles e álbuns colaborativos.

## Inicio de Vida
Segall nasceu em Laguna Beach, Califórnia em 8 de junho de 1987 e foi criado por pais adotivos. Seu primeiro amor foi pelo Surfe, esporte que ele praticava desde os 10 anos de idade, porém durante o ensino médio ele desenvolveu sua paixão por música. As principais influencias musicais de Segall na época eram a banda Black Sabbath e o cantor Alice Cooper. Após se formar, ele trabalhou por oito  meses na construção de caixas.

## Carreira
Segall começou sua carreira musical como músico contratado de várias bandas underground na área de San Francisco antes de embarcar em sua carreira solo em 2008. Ty Segall lançou seu primeiro álbum em 2008, pela gravadora de seu amigo John Dwyer, a Castle Face Records. Em 2009 foi lançado seu segundo álbum, intitulado Lemons que recebeu críticas positivas. Em 2010 foi lançado o álbum Melted e em 2011 foi lançado o álbum Goodbye Bread. Em 2012 foi lançado o álbum Twins, que diferente dos outros, é um álbum inteiro de rock psicodélico. Em 2013, Ty decidiu lançar um álbum acústico, foi lançado então o álbum Sleeper, o álbum que abrange um estilo de folk rock e folk psicodélico também foi bem recebido pela crítica e deu mais notoriedade para o cantor. Em 2014, seu estilo musical já havia evoluído bastante desde os primeiros lançamentos, agora suas músicas eram mais "limpas" e abandonava cada vez mais seu estilo lo-fi e punk rock, o que pôde ser notado principalmente com o lançamento do álbum Manipulator naquele mesmo ano. Em 2016, se aventurou novamente no rock de garagem, noise rock e rock experimental com o lançamento do álbum Emotional Mugger, que também deu bastante popularidade ao cantor. Em 2017 lançou um álbum auto-intitulado Ty Segall sendo este gravado com a ajuda de uma banda de apoio, diferente dos outros onde Segall tocava todos os instrumentos. Em 2018, lançou seu décimo álbum de estúdio, chamado Freedom's Goblin, sendo também seu álbum mais longo, possuindo 74 minutos de duração.

## Estilo Musical
O estilo musical de Segall têm sido descrito como Rock de garagem, lo-fi, indie rock e rock psicodélico. Segall já declarou em algumas entrevistas que sua banda favorita é a banda britânica Hawkwind e que seus artistas favoritos são David Bowie e Marc Bolan. Porém ele também já disse ter sido influenciado por bandas de hard rock e heavy metal como Black Sabbath, Kiss, The Stooges e Black Flag. Já afirmou que os álbuns Goodbye Bread e Sleeper foram inspirados por Neil Young, The Byrds, The Beatles, T. Rex e Grateful Dead.

## Discografia
- Ty Segall (2008)
- Lemons (2009)
- Melted (2010)
- Goodbye Bread (2011)
- Twins (2012)
- Sleeper (2013)
- Manipulator (2014)
- Emotional Mugger (2016)
- Ty Segall (2017)
- Freedom's Goblin (2018)
- Fudge Sandwich (2018)
- First Taste (2019)
- Harmonizer (2021)
- "Hello, Hi" (2022)
- Three Bells (2024)
- Love Rudiments (2024)